# Chapelle de la famille Pulai
La chapelle de la famille Pulai (en serbe cyrillique : Капела Пулаи ; en serbe latin : Kapela Pulai) est une chapelle funéraire dans le cimetière catholique de Novi Bečej, dans la province autonome de Voïvodine et dans le district du Banat central en Serbie. Elle est inscrite sur la liste des monuments culturels protégés de la république de Serbie (identifiant no SK 1982).

## Présentation

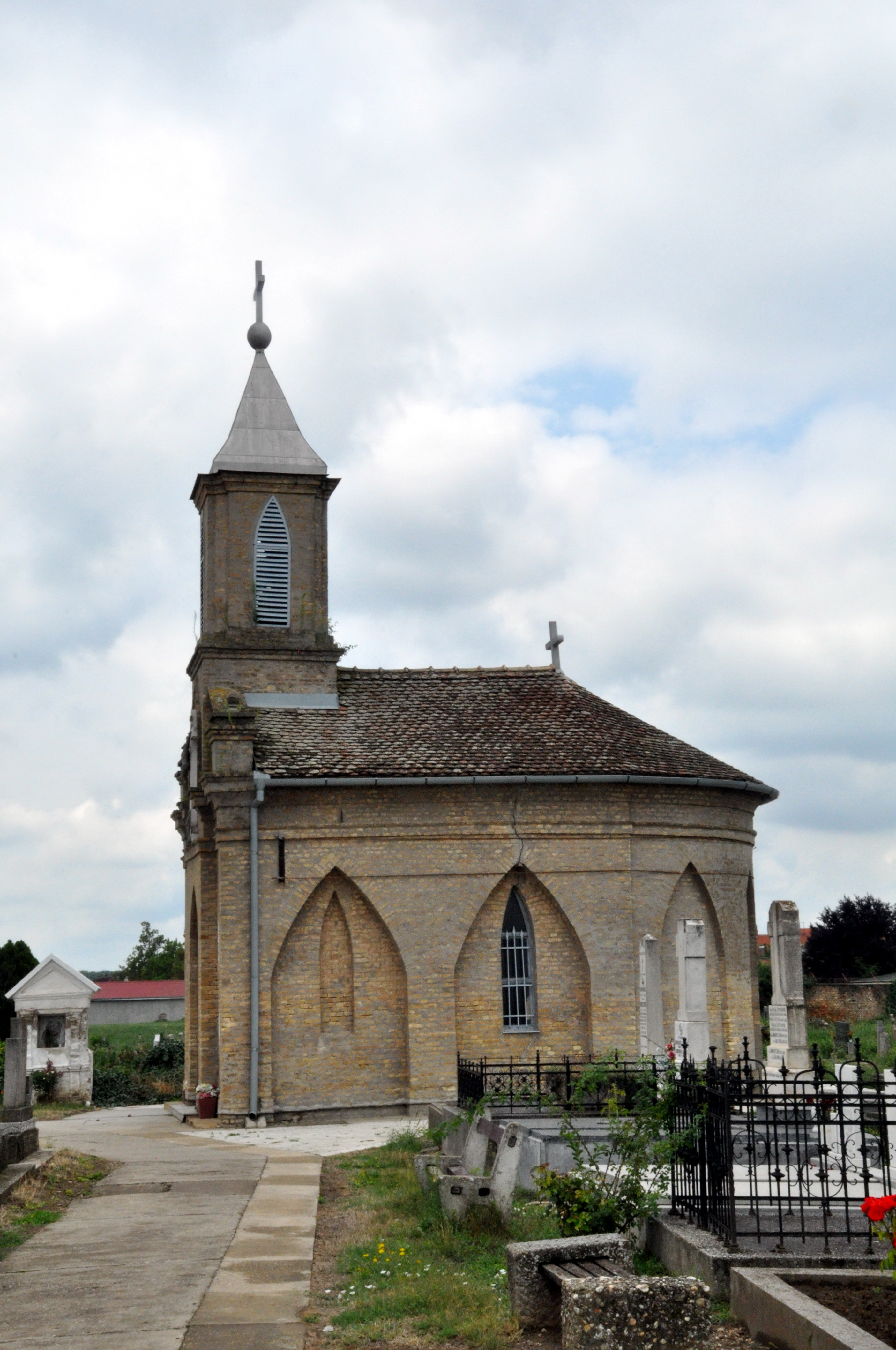
Autre vue de la chapelle.

La chapelle, constituée d'une nef unique et d'une abside demi-circulaire, a été construite à la fin du XIXe siècle ; elle a été conçue dans l'esprit de l'architecture néo-gothique.
Les façades sont décorées de niches et de corniches. Au-dessus de l'entrée principale, encadrée de deux croix se trouve un crucifix.
À l'intérieur de l'église se trouvent 14 petites chapelles qui constituent autant de stations pour un chemin de croix. L'église offre un premier exemple de Calvaire de ce genre en Voïvodine.